# Нурагический священный источник
Нурагический священный источник (итал. Pozzo sacro) — культовый объект нурагической культуры бронзового века, расположенный на острове Сардиния.
Сардиния, наряду со многими другими Средиземноморскими островами, в древности страдала от нехватки воды. В связи с этим столь необходимая для жизни вода обожествлялась и зачастую была практически недоступна, а некоторые её источники превращались в святилища. В период культуры Нурагов над такими источниками стали возводить характерные культовые здания особой формы. «Священные источники» также известны и в других местах Европы и мира. 

## Сардиния

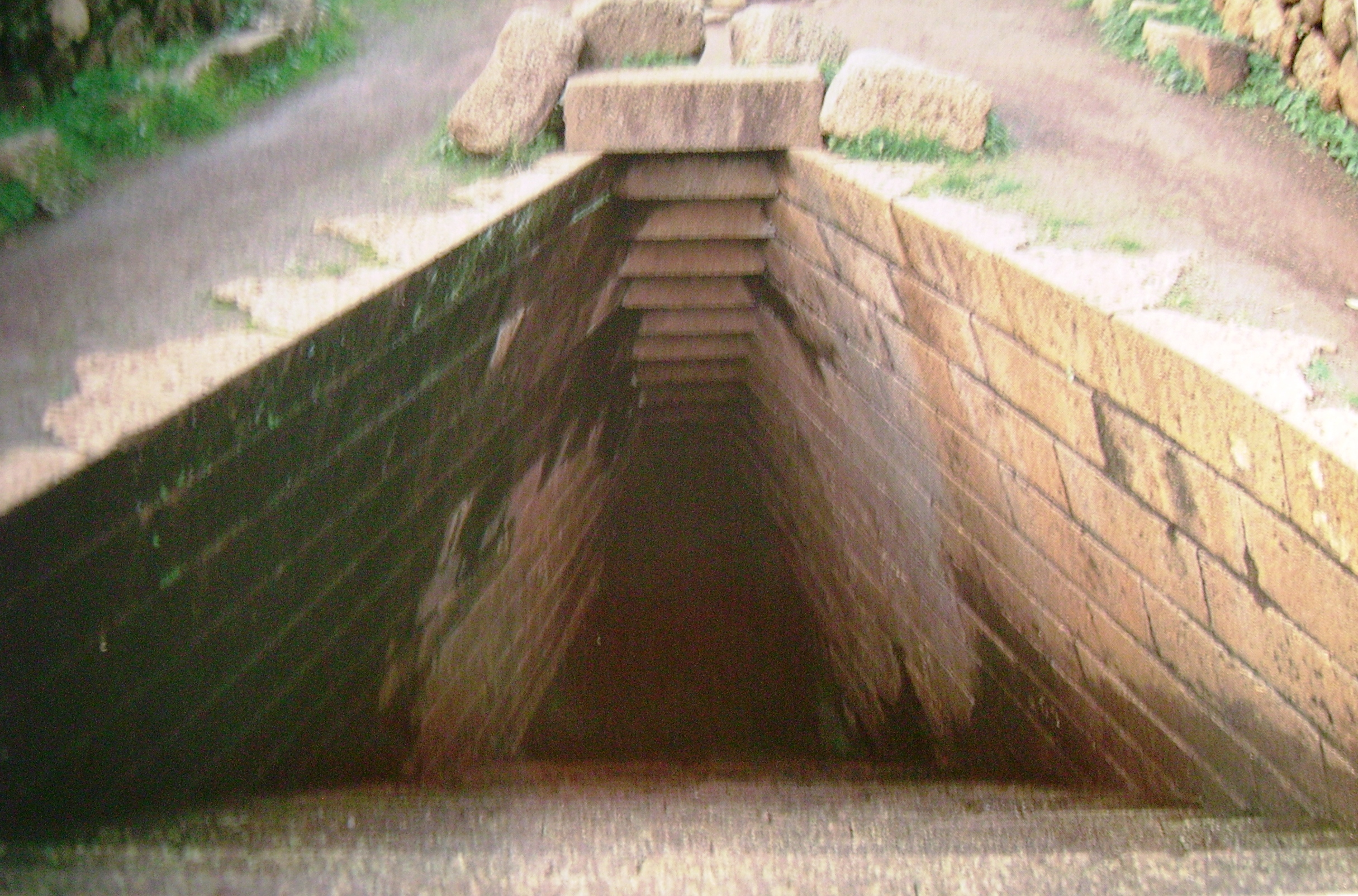
Паулилатино — деталь священного источника Санта-Кристина

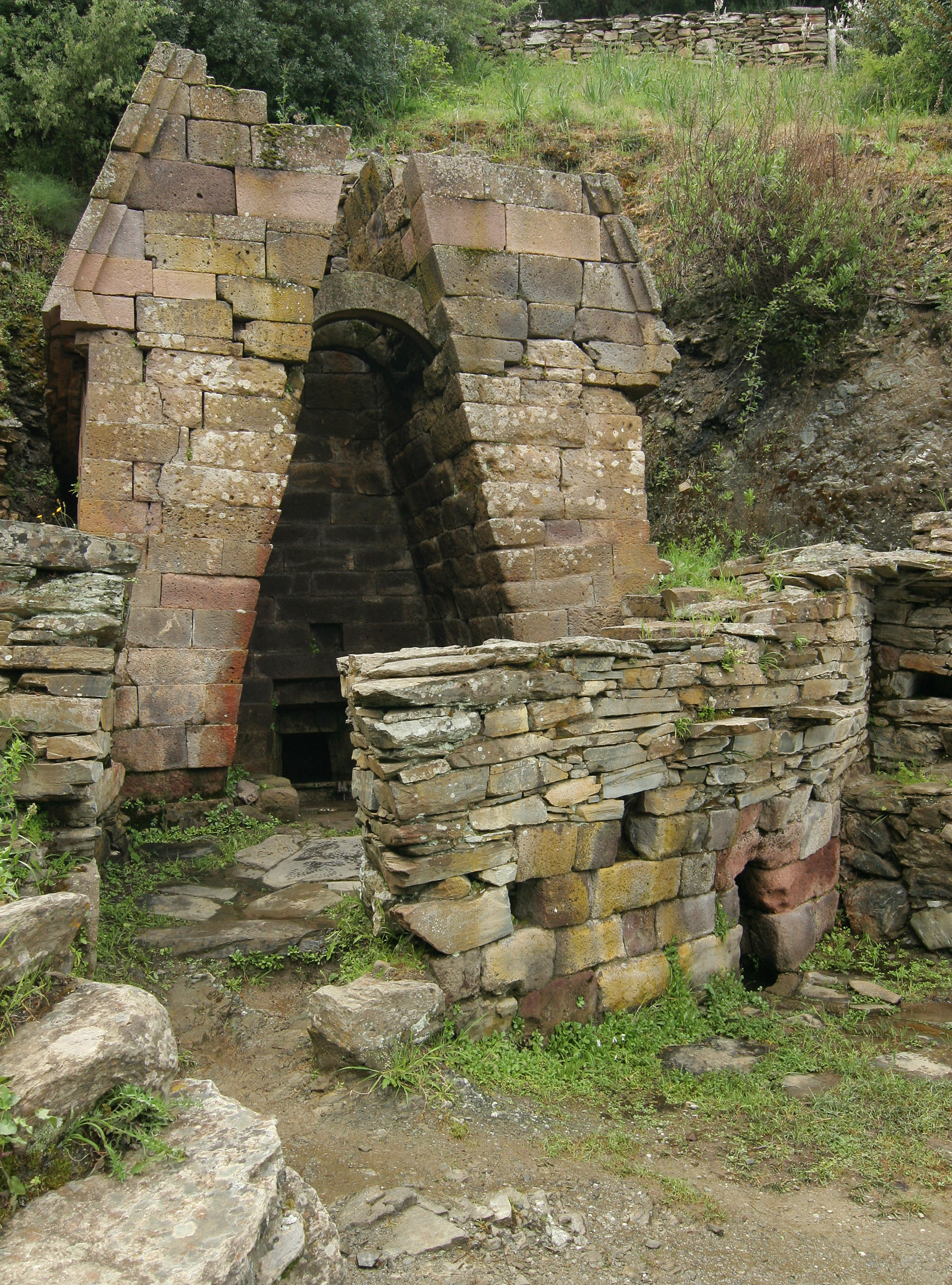
Оруне — священный источник Су-Темпьесу

На Сардинии найдено около 50 культовых источников. Археологи идентифицировали их как сакральные сооружения, благодаря находкам вотивного характера. Конструкция священных источников довольно однообразна: из культового вестибюля к воде ведут от 5 до 25 ступеней, или — как у источников Фунтана-Коберта, Ис-Пироис и Куккуру-Нуракси — к глубоко расположенному (или даже подземному) толосу, где люди могли черпать воду из колодца глубиной до 15 метров. Подземное сооружение, напоминающее источник, обнаружено также в нураге Ис-Парас. Немного иная, но подобная архитектура свойственна святилищам-источникам Су-Лумарцуо и Су-Темпьесу (ит. Su Tempiesu).

## Типология сардинских священных источников
- «Циклопическая стена»: конструкция состоит из грубо подогнанных друг к другу песчаниковых плит;

- «Стена типа opus isodomum»: обработанные и выложенные ровными слоями камни представляют собой хорошую и симметричную конструкцию;

- «Многоугольные стены»: многоугольные стены образуют весьма сложную конструкцию; для их изготовления необходимо иметь незаурядное мастерство.

К наиболее хорошо сохранившимся, в том числе отреставрированным, древним «священным источникам» относятся: Са-Теста и Милис в Ольбии, Предио-Канополи близ Перфугас, гипогей Сан-Сальваторе близ Кабрас, Санта-Анастасия близ Сардары, Санта-Кристина близ Паулилатино, Санта-Виттория, Сос-Нураттолос близ Буддусо и Серра-Ньедда близ Сорсо. Некоторые из этих культовых сооружений носят современные названия, что связано с их последующим использованием в христианском культе. Ещё один священный источник, рядом с которым расположены гробница гигантов и круглый храм (Capanna circolare), находится около нурага Ноддуле, Битти.

## Португалия
В Португалии существуют мегалитические сооружения эпохи железного века, напоминающие сардинские «Гробницы гигантов». Они известны под названием Педра-Формоза (букв. «красивый камень») и являются, предположительно, культовыми источниками. Эти святилища состоят из камер и ёмкости для воды.

## Прочие страны Европы
В Великобритании и Ирландии до настоящего времени существуют священные источники (иногда со стеной) средиземноморской конструкции. На шведских островах Готланд (Бру Опферквелле, Bro Opferquelle) и Эланд (источник Святого Элуфа) также обнаружены признаки водного культа.
В Германии в 803 г. на месте современного Минденского собора возникла первая кафедральная церковь. Её главный алтарь и все последующие соборы воздвигались вокруг дохристианского святилища-источника, к названию которого восходит название города Минден (источник назывался Mimthum или Minithum, согласно документу 798 года).

## Доколумбовы культуры
В Америке существовали сеноты — культовые колодцы, характерные для культур майя и наска.
Свой «водный курорт» и одновременно место культа воды — Тамбомачай — существовал у инков.